# Boyfriend (Tegan and Sara)
Boyfriend è un singolo del duo canadese Tegan and Sara, pubblicato nel 2016 ed estratto dal loro ottavo album in studio Love You to Death.

## Tracce
- Download digitale

1. Boyfriend – 2:47

## Video
Il videoclip del brano è stato diretto da Clea DuVall e vede la partecipazione tra gli altri di Mae Whitman e Sarah Ramos.